# Nematus oligospilus
Nematus oligospilus là một loài côn trùng trong họ Tenthredinidae. Loài này được Foerster miêu tả khoa học đầu tiên năm 1854.
Đây là loài gây hại của các cây trong chi Populus, phát triển phổ biến ở Argentina.